# توموکازو میورا
توموکازو میورا (انگلیسی: Tomokazu Miura؛ زادهٔ ۲۸ ژانویهٔ ۱۹۵۲) یک هنرپیشه اهل ژاپن است.